# Acacia binervia
Acacia binervia là một loài thực vật có hoa trong họ Đậu. Loài này được (Wendl.) J.F.Macbr. miêu tả khoa học đầu tiên.

## Hình ảnh

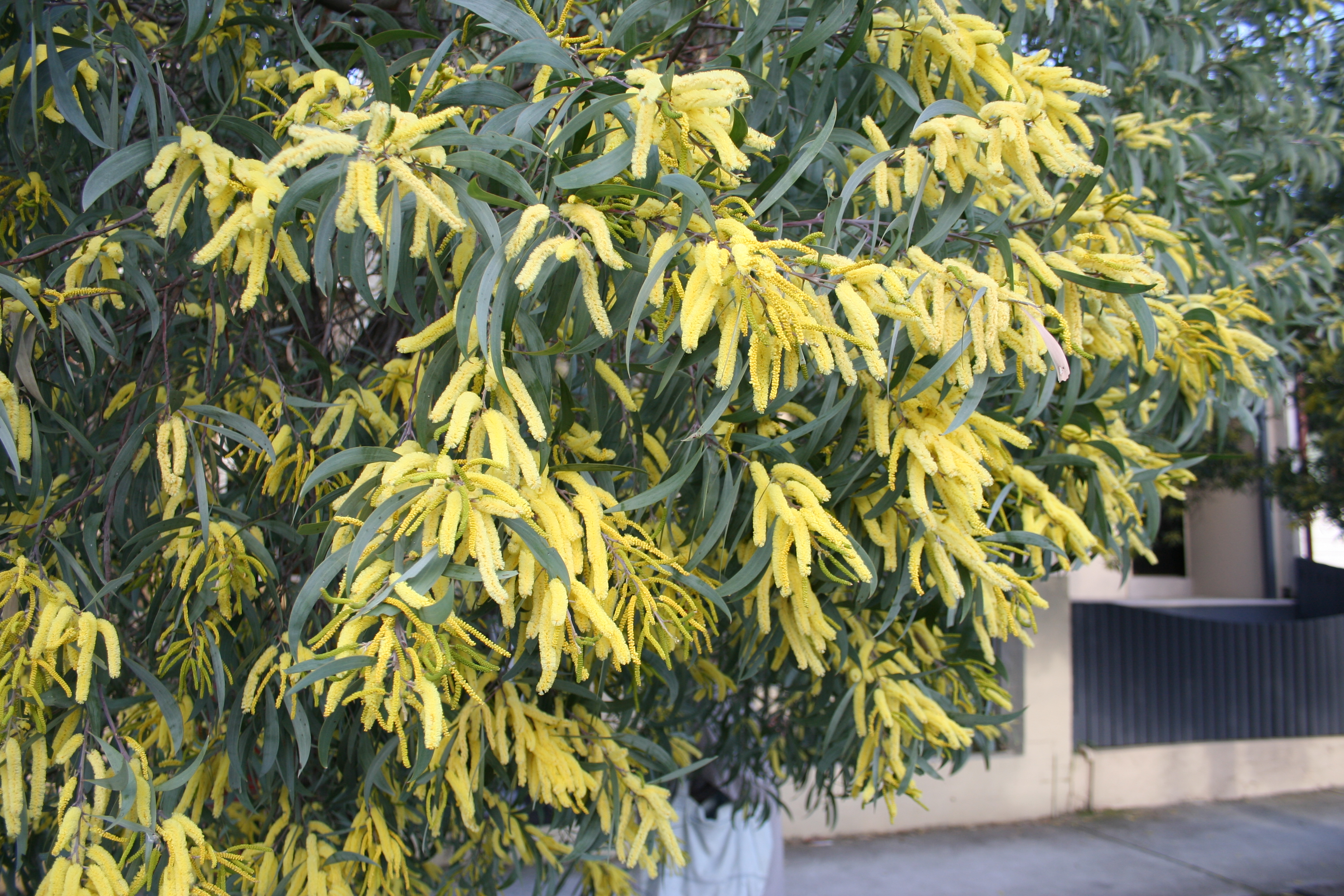